# Les Nouvelles russes

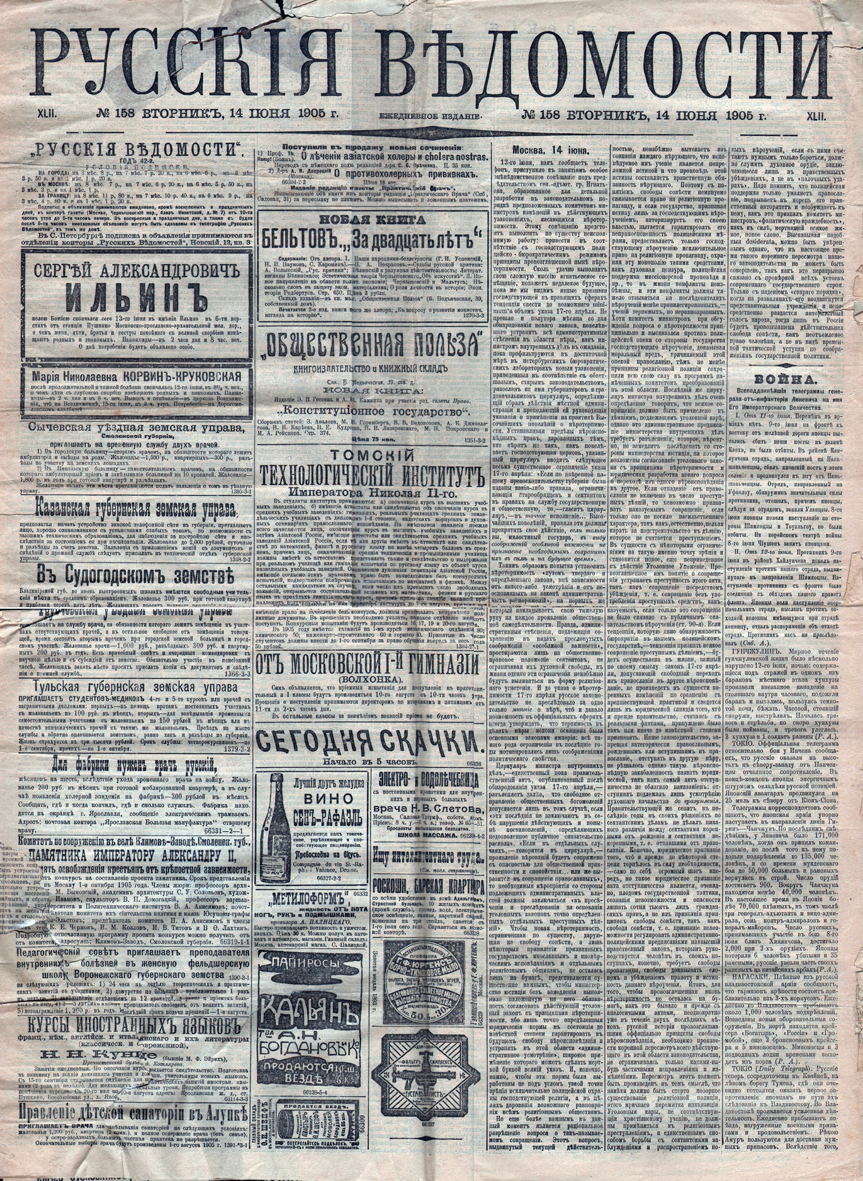
Exemple de couverture Des Nouvelles russes

Les Nouvelles russes (Русские ведомости), autre traduction Les Feuillets russes, est une revue russe éditée à Moscou à partir de 1863. Fondée par l'écrivain Nikolaï Pavlov (ru).
De 1864 à 1882, le rédacteur en chef est Nikolaï Skvortsov (ru), puis, après la mort de ce dernier cette fonction est assurée par Vassili Sobolevski (ru).
Le journal est définitivement interdit en 1918 pendant la Révolution russe au terme d'un procès dont l'accusation est conduite par Nikolaï Krylenko pour avoir tenté d'exercer une influence sur les esprits.